# Eccellenza Lazio 2006-2007
Il campionato italiano di calcio di Eccellenza regionale 2006-2007 è stato il sedicesimo organizzato in Italia. Rappresenta il sesto livello del calcio italiano. Il campionato si è concluso con la vittoria del Bassano Romano per il girone A, al suo primo titolo, e del Frascati per il girone B, al suo secondo titolo.
Tutte le squadre iscritte al campionato di Eccellenza, assieme a quelle del campionato di Promozione, hanno diritto a partecipare alla Coppa Italia Dilettanti Lazio.

## Stagione

### Novità
Da questa stagione vengono introdotti i play-out. Al termine del campionato le squadre piazzate dal 13º al 16º posto si sfidano in gare di andata e ritorno. Le squadre perdenti saranno retrocesse in promozione. Se tra le due contendenti sussistono 10 o più punti di differenza nella classifica finale i play-out non si disputeranno e verrà considerata retrocessa la squadra con la peggior classifica.

### Aggiornamenti
Ad inizio stagione avvengono le seguenti Fusioni:
- La neo retrocessa dalla Serie D, Spes Mentana, si fonde con il Jenne dando vita alla A.S.D. Mentana Jenne

Avvengono anche i seguenti cambi di denominazione sociale:
- il San Filippo Neri Casalotti diventa l'A.S.D. L'Impero Romano Casalotti.
- La neopromossa Pro Sabinia cambia in U.S.D. Sabinia.
- Il Civita Castellana cambia denominazione solciale in A.S.D. Calcio Ceramica Flaminia.

Di seguito la composizione dei gironi fornita dal Comitato Regionale Lazio.

## Girone A

### Squadre partecipanti
| Club                        | Città (provincia)       | Stagione precedente                              |
| --------------------------- | ----------------------- | ------------------------------------------------ |
| ALMAS                       | Roma                    | 8º posto in Eccellenza Lazio, Girone A           |
| Aprilia                     | Aprilia (LT)            | 18º posto in Serie D, Girone G, retrocessa       |
| Bassano Romano              | Bassano Romano (VT)     | 3º posto in Eccellenza Lazio, Girone A           |
| Castel di Leva Divino Amore | Roma                    | 5º posto in Eccellenza Lazio, Girone A           |
| Centro Italia Stella d'Oro  | Rieti                   | 7º posto in Eccellenza Lazio, Girone A           |
| Flaminia                    | Civita Castellana (VT)  | 13º posto in Eccellenza Lazio, Girone A          |
| Ciampino                    | Ciampino (RM)           | 1º posto in Promozione Lazio, Girone C, promosso |
| Corneto Tarquinia           | Tarquinia (VT)          | 14º posto in Eccellenza Lazio, Girone B          |
| Fregene                     | Fregene (RM)            | 1º posto in Promozione Lazio, Girone B, promosso |
| Giada Maccarese             | Maccarese (RM)          | 4º posto in Eccellenza Lazio, Girone A           |
| Ladispoli                   | Ladispoli (RM)          | 11º posto in Eccellenza Lazio, Girone A          |
| Nuova Tor Tre Teste         | Roma                    | 8º posto in Eccellenza Lazio, Girone B           |
| Pomezia                     | Pomezia (RM)            | 10º posto in Eccellenza Lazio, Girone A          |
| Santa Marinella             | Santa Marinella (RM)    | 6º posto in Eccellenza Lazio, Girone A           |
| Torri in Sabina             | Torri in Sabina (RI)    | 1º posto in Promozione Lazio, Girone A, promosso |
| Torrenova                   | Roma                    | 9º posto in Eccellenza Lazio, Girone B           |
| Sabinia                     | Forano (RI)             | 1º posto in Promozione Lazio, Girone A, promosso |
| Sorianese                   | Soriano nel Cimino (VT) | 16º posto in Serie D, Girone G, retrocessa       |

### Classifica finale
Fonte:
|  | Pos. | Squadra                     | Pt | G  | V  | N  | P  | GF | GS | DR  |
|  | ---- | --------------------------- | -- | -- | -- | -- | -- | -- | -- | --- |
|  | 1.   | Bassano Romano              | 74 | 34 | 23 | 5  | 6  | 59 | 30 | +29 |
|  | 2.   | Ciampino                    | 70 | 34 | 20 | 10 | 4  | 62 | 27 | +35 |
|  | 3.   | Pomezia                     | 69 | 34 | 20 | 9  | 5  | 52 | 30 | +22 |
|  | 4.   | Aprilia                     | 54 | 34 | 14 | 12 | 8  | 37 | 27 | +10 |
|  | 5.   | Flaminia                    | 49 | 34 | 11 | 16 | 7  | 38 | 33 | +5  |
|  | 6.   | ALMAS                       | 45 | 34 | 12 | 9  | 13 | 47 | 38 | +9  |
|  | 7.   | Santa Marinella             | 44 | 34 | 10 | 14 | 10 | 32 | 40 | -8  |
|  | 8.   | Castel di Leva Divino Amore | 43 | 34 | 11 | 10 | 13 | 42 | 41 | +1  |
|  | 9.   | Torri in Sabina             | 43 | 34 | 10 | 13 | 11 | 20 | 27 | -7  |
|  | 10.  | Nuova Tor Tre Teste         | 42 | 34 | 10 | 12 | 12 | 31 | 40 | -9  |
|  | 11.  | Giada Maccarese             | 41 | 34 | 9  | 14 | 11 | 34 | 33 | +1  |
|  | 12.  | Ladispoli                   | 41 | 34 | 11 | 8  | 15 | 39 | 45 | -6  |
|  | 13.  | Centro Italia Stella d'Oro  | 40 | 34 | 9  | 13 | 12 | 36 | 51 | -15 |
|  | 14.  | Fregene                     | 39 | 34 | 9  | 12 | 13 | 35 | 37 | -2  |
|  | 15.  | Torrenova                   | 37 | 34 | 9  | 10 | 15 | 34 | 40 | -6  |
|  | 16.  | Sorianese                   | 34 | 34 | 7  | 13 | 14 | 24 | 34 | -10 |
|  | 17.  | Sabinia                     | 27 | 34 | 5  | 12 | 17 | 26 | 47 | -21 |
|  | 18.  | Corneto Tarquinia           | 24 | 34 | 4  | 12 | 18 | 24 | 52 | -28 |

Legenda:
      Promossa in Serie D 2007-2008.
      Ammessa ai Play-off nazionali.
 Ai play-out.
      Retrocesse in Promozione Lazio 2007-2008.
Regolamento:
Tre punti a vittoria, uno a pareggio, zero a sconfitta.
Note:
Il Centro Italia Stella d'Oro è stato poi ripescato in Eccellenza Lazio 2007-2008.

### Spareggi

#### Play-out
|                            | Risultati |                            | Luogo e data                       |
| -------------------------- | --------- | -------------------------- | ---------------------------------- |
| Sorianese                  | 2-0       | Centro Italia Stella d'Oro | Soriano nel Cimino, 20 maggio 2007 |
| Centro Italia Stella d'Oro | 1-1       | Sorianese                  | Rieti, 27 maggio 2007              |
|                            |           |                            |                                    |

|           | Risultati |           | Luogo e data              |
| --------- | --------- | --------- | ------------------------- |
| Torrenova | 2-1       | Fregene   | Torrenova, 20 maggio 2007 |
| Fregene   | 3-0       | Torrenova | Fregene, 27 maggio 2007   |
|           |           |           |                           |

## Girone B

### Squadre partecipanti
| Club                        | Città (provincia)        | Stagione precedente                              |
| --------------------------- | ------------------------ | ------------------------------------------------ |
| Anitrella                   | Anitrella (FR)           | 11º posto in Eccellenza Lazio, Girone B          |
| Boville Ernica              | Boville Ernica (FR)      | 1º posto in Promozione Lazio, Girone D, promosso |
| Cecchina                    | Albano Laziale (RM)      | 4º posto in Eccellenza Lazio, Girone B           |
| Colleferro                  | Colleferro (RM)          | 14º posto in Eccellenza Lazio, Girone B          |
| Cynthia                     | Genzano di Roma (RM)     | 3º posto in Eccellenza Lazio, Girone B           |
| Diana Nemi                  | Nemi (RM)                | 6º posto in Promozione Lazio, Girone C, promosso |
| Fondi                       | Fondi (LT)               | 5º posto in Eccellenza Lazio, Girone B           |
| Formia                      | Formia (LT)              | 12º posto in Eccellenza Lazio, Girone B          |
| Frascati                    | Frascati (RM)            | 18º posto in Serie D, Girone F, retrocesso       |
| Gaeta                       | Gaeta (LT)               | 6º posto in Eccellenza Lazio, Girone B           |
| L'Impero Romano Casalotti   | Roma                     | 9º posto in Eccellenza Lazio, Girone A           |
| Mentana Jenne               | Mentana (RM), Jenne (RM) | 17º posto in Serie D, Girone G                   |
| Nettuno                     | Nettuno (RM)             | 12º posto in Eccellenza Lazio, Girone A          |
| Nuova Superiride La Rustica | Roma                     | 2º posto in Promozione Lazio, Girone C, ammessa  |
| Terracina                   | Terracina (LT)           | 2º posto in Eccellenza Lazio, Girone B           |
| Viribus Cisterna Montello   | Cisterna di Latina (LT)  | 7º posto in Eccellenza Lazio, Girone B           |
| Vis Artena                  | Artena (RM)              | 13º posto in Eccellenza Lazio, Girone B          |
| VJS Velletri                | Velletri (RM)            | 10º posto in Eccellenza Lazio, Girone B          |

### Classifica finale
Fonte:
|  | Pos. | Squadra                     | Pt | G  | V  | N  | P  | GF | GS | DR  |
|  | ---- | --------------------------- | -- | -- | -- | -- | -- | -- | -- | --- |
|  | 1.   | Frascati                    | 76 | 34 | 24 | 4  | 6  | 67 | 26 | +41 |
|  | 2.   | Cynthia                     | 72 | 34 | 22 | 6  | 6  | 55 | 21 | +34 |
|  | 3.   | Gaeta                       | 70 | 34 | 20 | 10 | 4  | 62 | 29 | +33 |
|  | 4.   | Boville Ernica              | 61 | 34 | 17 | 10 | 7  | 52 | 29 | +23 |
|  | 5.   | Diana Nemi                  | 59 | 34 | 17 | 8  | 9  | 67 | 48 | +19 |
|  | 6.   | Terracina                   | 58 | 34 | 17 | 7  | 10 | 55 | 38 | +17 |
|  | 7.   | Formia                      | 55 | 34 | 16 | 7  | 11 | 39 | 31 | +8  |
|  | 8.   | Cecchina                    | 49 | 34 | 13 | 10 | 11 | 37 | 29 | +8  |
|  | 9.   | Vis Artena                  | 45 | 34 | 10 | 15 | 9  | 29 | 28 | +1  |
|  | 10.  | Viribus Cisterna Montello   | 42 | 34 | 10 | 12 | 12 | 40 | 41 | -1  |
|  | 11.  | VJS Velletri                | 40 | 34 | 10 | 10 | 14 | 31 | 36 | -5  |
|  | 12.  | Mentana Jenne               | 39 | 34 | 12 | 3  | 19 | 44 | 65 | -21 |
|  | 13.  | Fondi                       | 38 | 34 | 9  | 11 | 14 | 37 | 38 | -1  |
|  | 14.  | Colleferro                  | 38 | 34 | 11 | 5  | 18 | 31 | 47 | -16 |
|  | 15.  | Nettuno                     | 33 | 34 | 8  | 9  | 17 | 25 | 49 | -24 |
|  | 16.  | Nuova Superiride La Rustica | 30 | 34 | 7  | 9  | 18 | 19 | 40 | -21 |
|  | 17.  | Anitrella                   | 25 | 34 | 5  | 10 | 19 | 26 | 49 | -23 |
|  | 18.  | L'Impero Romano Casalotti   | 11 | 34 | 2  | 6  | 26 | 13 | 86 | -73 |

Legenda:
      Promossa in Serie D 2007-2008.
      Ammessa ai Play-off nazionali.
 Ai play-out.
      Retrocesse in Promozione Lazio 2007-2008.
Regolamento:
Tre punti a vittoria, uno a pareggio, zero a sconfitta.
Note:
Il Cynthia è stato promosso in Serie D 2007-2008 in quanto vincitrice dei play-off nazionali.

### Spareggi

#### Play-out
|                             | Risultati |                             | Luogo e data          |
| --------------------------- | --------- | --------------------------- | --------------------- |
| Nuova Superiride La Rustica | 0-0       | Fondi                       | Roma, 20 maggio 2007  |
| Fondi                       | 2-1       | Nuova Superiride La Rustica | Fondi, 27 maggio 2007 |
|                             |           |                             |                       |

|            | Risultati |            | Luogo e data               |
| ---------- | --------- | ---------- | -------------------------- |
| Nettuno    | 0-0       | Colleferro | Nettuno, 20 maggio 2007    |
| Colleferro | 0-0       | Nettuno    | Colleferro, 27 maggio 2007 |
|            |           |            |                            |